# أسامة عبد العزيز جاب الله
أسامة عبد العزيز جاب الله (مواليد قرية الرجدية، محافظة الغربية، مصر) هو كاتب وأكاديمي مصري، يعمل رئيس قسم اللغة العربية وآدابها بكلية الآداب في جامعة كفر الشيخ، والوكيل السابق لشؤون التعليم والطلاب بكلية الآداب في جامعة كفر الشيخ، والمشرف السابق على قسمي اللغات الشرقية والمكتبات والمعلومات بالكلية ذاتها. ويحمل جاب الله درجة الأستاذية في الدراسات البلاغية والنقدية، وقد حصل على درجة الدكتوراه في تخصص البلاغة والنقد الأدبي من جامعة طنطا عام 2006.

## مؤلفاته
- «جماليات التقديم والتأخير»، مطبعة الفردوس، كفر الشيخ، 2006[1]
- «قبس من جماليات النص القرآني»، مطبعة الإيمان، طنطا، 2007[1]
- «أسلوب التعقيب القرآني: مقاربة جمالية»، مطبعة ومكتبة الإسراء، طنطا، 2008[1]
- «جماليات التلوين الصوتي في القرآن الكريم»، مطبعة ومكتبة الإسراء، طنطا، 2008[4]، عالم الكتب الحديث للنشر والتوزيع، إربد، 2013[5][6]
- «الجني الداني من جماليات النص القراني»، عالم الكتب الحديث، عمّان، 2013[7][8]
- «مقاربة البيان والدلالة في النسقين البلاغي والأصولي»، عالم الكتب الحديث، عمّان، 2015[9]
- «إنجاز النص: مقاربات في التنظير والتطبيق»، عالم الكتب الحديث، عمّان، 2015[9][10]
- «البحث عن الجذور مقاربات جمالية في التراث النقدي والبلاغي»، عالم الكتب الحديث، عمّان، 2018[11][12]
- «في الأفق الجمالي للنصوص: مقاربات في السرد والسيمياء والتداولية»، عالم الكتب الحديث، عمّان، 2018[13]

## أبحاثه
- «الأنماط السردية للحوار في القصص القرآني»، مجلة المشكاة للعلوم الإسلامية والإنسانية، جامعة العلوم الإسلامية، السعودية، 2017[14]
- «التفكير الجمالي حول نظرية التلقي عند ابتن طباطبا العلوي»، مجلة بحوث الشرق الأوسط، جامعة عين شمس، مصر، 2017[15]
- «سيميائية السرد الزمني في شعر ابن زيدون»، مجلة جامعة الشارقة للعلوم الإنسانية والاجتماعية، جامعة الشارقة، الإمارات، 2016[16]
- «آليات السرد العجائبي في الخطاب النبوي الشريف»، مجلة بحوث كلية الآداب، جامعة المنوفية، مصر، 2016[17]
- «دلالة السياق بين عبد القاهر الجرجاني وسابقيه»، مجلة كلية دار العلوم، جامعة القاهرة، مصر، 2016[18]
- «سيميائية الكفاءتين: التواصلية والتخاطبية في حديث نبوي شريف: مقاربة تداولية»، مجلة الدراسات الإنسانية والأدبية، كلية الآداب، جامعة كفر الشيخ، مصر، 2015[19]
- «جماليات السرد الزمكاني في قصة أصحاب الكهف: مقاربة سيميائية»، مجلة كلية دار العلوم، جامعة القاهرة، مصر، 2015[20]
- «التوظيف البديعي في الخطاب النبوي الشريف؛ مقاربة تداولية»، مجلة مركز الخدمات الاستشارية، كلية الآداب، جامعة المنوفية، مصر، 2014[21]
- «دلالات الألفاظ في التفكير البلاغي: دراسة تحليلية»، مجلة بحوث كلية الآداب، جامعة المنوفية، مصر، 2010[22]
- «السياق في الدراسات البلاغية والأصولية: دراسة تحليلية في ضوء نظرية السياق»، مجلة الدراسات الأدبية والإنسانية، كلية الآداب، جامعة كفر الشيخ، مصر، 2009[23][24]
- «مفهوم البيان والدلالة بين البلاغة وأصول الفقه: مقاربة تحليلية»، مجلة كلية دار العلوم، جامعة القاهرة، مصر، 2009[25]
- «جماليات السرد القرآني في قصة ذي القرنين: دراسة سيميائية»، مجلة الدراسات الإنسانية والأدبية، كلية الآداب، جامعة كفر الشيخ، مصر، 2009[26]
- «أسلوب التعقيب القرآني: مقاربة جمالية»، مجلة كلية الآداب، جامعة طنطا، مصر، 2008[27]
- «إنجاز النص: مقاربة تنظيرية»، كلية دار العلوم، جامعة القاهرة، مصر[28]

## روابط خارجية
- صفحته على جوجل سكولار